# 武蔵野市立図書館
武蔵野市立図書館（むさしのしりつとしょかん）は、東京都武蔵野市にある公共図書館。
中央図書館、吉祥寺図書館、武蔵野プレイスからなる。
中央図書館と吉祥寺図書館の2館は市教育委員会教育部図書館、武蔵野プレイスは公益財団法人武蔵野生涯学習振興事業団が運営母体となっている。
貸出数は3館合計2,447,925点（2015年度実績）で、全国の人口10万人以上15万人以下の自治体の中では連続して第1位である。

## 沿革

### 町立図書館（1946-1947）
1893年（明治26年）に神奈川県から東京府に編入された北多摩、南多摩、西多摩の三郡160町村（以下、三多摩）は、明治初期の自由民権運動発祥の地で、数々の文化運動の伝統をもつ地域でありながら、1911年（明治44年）の八王子町立図書館設立まで公共図書館は存在していなかった。空襲が激化する戦時下の1945年（昭和20年）4月、当時27館あった都立図書館の多くは休館・閉館を余儀なくされていたが、日比谷図書館長・中田邦造の発案により、焼け残っている図書館の蔵書を多摩地区に移して守るため、町村部の都立図書館を設置する方針が決定される。同年4月30日付で、東京都より多摩地区各市町村長あてに「三多摩地区ニ都立図書館ヲ設置シ文化開発ニ資シ」という呼びかけの文書が送付され、これに対し設置の希望を表明したのが、武蔵野市（当時は武蔵野町）であった。同年5月7日、日比谷図書館と図書館設置の合意書を結び、四谷図書館と下谷図書館の蔵書から2,574冊が武蔵野町に引き渡されたが、開館したのは終戦後の1946年（昭和21年）7月のことである。当初誘致予定だった都立図書館は、方針変更のため成立せず、図書と書架・カード箱などの備品類が無償で譲渡された形で、武蔵野町立図書館となった。このとき譲渡された「四谷図書館」の蔵書印のある図書は現在も保存されており、市民に利用されている。1945年（昭和20年）5月の大空襲により、八王子市立図書館（1917年に市制施行）は蔵書もろとも全焼・消滅していたため、武蔵野町立図書館が終戦後の多摩地区で最初の図書館となった。初代館長は、図書館職員教習所出身の佐藤忠恕で、開設の3年後には独立の図書館を建設し、蔵書の充実や館外貸出にも積極的に取り組み、その基礎を築いた。

### 市立武蔵野図書館（1947-1982）
1963年（昭和38年）7月、市制施行15周年記念事業の一つとして、武蔵野市立武蔵野図書館と改称、移転・新築開館する。武蔵野市民にとって初めての図書館建築であった。1960年代に各地で図書館の新設が行われると、1970年代には増築やサービスの多様化を実現しながらも、多摩地区で最も立遅れた図書館といわれるようになり、図書館機能活発化の必要が厳しく指摘される。特に市の東部地区（吉祥寺東町・同本町）の文化施設空白地域の解消のため、図書館法で規定された図書館ではないながらも、1982年（昭和57年）1月に東町市民図書室、1983年（昭和58年）9月に本町図書室を開設し、市の3地域に読書設備を配置。また、市内境5丁目の都営住宅改築にともない、東京都から図書館施設が提供されて、1982年（昭和57年）西部図書館が開館、これにより、市立武蔵野図書館は市立中央図書館と改称された。

### 市立図書館3館体制（1982-）
1981年（昭和56年）2月、「武蔵野市第二期長期計画」において吉祥寺圏に東部分館（仮称）の開設を検討することが重点政策となり、1987年（昭和62年）3月に図書館3館構想が提言され、同年11月に吉祥寺図書館が開館。1995年（平成7年）4月には市内吉祥寺北町4丁目に移転新築した中央図書館が開館し、3館体制が確立した。
2001年（平成13年）3月、市は「農水省食糧倉庫跡地に建設する施設を考える：新公共施設基本計画策定委員会」（以下、基本計画策定委員会）を設置、さらに「武蔵野市第三期長期計画第二次調整計画」において「武蔵境のまちづくりの推進」を優先課題とし、武蔵境の地区図書館を中心とした文化施設の建設を進めるとした（同年3月に東町市民図書室・本町図書室は使命を終えたとして閉室）。“21世紀に市民が求める公共施設”を武蔵境駅南口に作る構想は、基本計画策定委員会の検討、施設設計プロポーザルの実施を経て、さらなる検討を重ねる。2011年（平成23年）3月に西部図書館が閉館すると、同年7月、その機能を移転し、図書館機能を核とした新たなスタイルの公共施設として武蔵野プレイスが開館した。

### 略年表
- 1946年（昭和21年）8月 - 武蔵野町立図書館発足（武蔵野町立第四小学校内）[1]。
- 1947年（昭和22年）11月 - 市制施行。それにともない武蔵野市立図書館と改称[1]。
- 1948年（昭和23年）9月 - （旧）市役所北側。軍政部読書室の隣室に移転、改築[1]。
- 1963年（昭和38年）7月 - 武蔵野市吉祥寺4-8-11に武蔵野市立武蔵野図書館と改称し新図書館を開館[1]。
- 1977年（昭和52年）4月 - 延床面積をそれまでの951m2から1,266m2に増築して新装開館、閉架式から開架式へ、貸出はブラウン式に移行[1]。
- 1980年（昭和55年）3月 - 1,608.5m2に増築[39]。
- 1982年（昭和57年）
  - 1月 - 東町市民図書室開設[39]。
  - 5月 - 西部図書館開館。市立武蔵野図書館は名称を市立中央図書館に変更[40]。
- 1983年（昭和58年）9月 - 本町図書室開設[39]。
- 1987年（昭和62年）11月 - 吉祥寺図書館開館。市内3館で平日午後7時までの夜間開館を開始[41]。
- 1995年（平成7年）4月 - 武蔵野市吉祥寺北町4-8-3に中央図書館が開館[42]。
- 2000年（平成12年）10月 - 市内3館で祝日開館がスタート。休館日を月曜日から金曜日に変更[43]。
- 2003年（平成15年）4月 - 初の公募による民間からの図書館長就任[42]。
- 2011年（平成23年）7月 - 武蔵野プレイス開館[44]。

## 利用案内
武蔵野市立図書館の休館日は、中央図書館と吉祥寺図書館が毎週金曜日、武蔵野プレイスが毎週水曜日となっている。祝日開館を開始した2001年（平成13年）10月9日以前は、市内全館（中央図書館、吉祥寺図書館、旧西部図書館）毎週月曜日が休館だった。
中央図書館・吉祥寺図書館は1992年（平成4年）に多摩地区で初めて平日午後8時までの夜間開館を開始し、現在に至る。武蔵野プレイスは2011年（平成23年）の開館時より午後10時までの開館を実施している。
武蔵野市の在住者、在勤者、在学者および隣接する三鷹市、小金井市、西東京市、杉並区、練馬区在住者も利用登録ができる。

### 開館時間・休館日
中央図書館・吉祥寺図書館
- 月曜日から木曜日 : 午前9時30分-午後8時[47]
- 土・日・祝日 : 午前9時30分-午後5時[47]
- 休館日 ： 毎週金曜日、館内整理日（毎月第1水曜日）、年末年始、特別整理期間[47]

武蔵野プレイス
- 開館時間 : 午前9時30分-午後10時[44]
- 休館日：毎週水曜日、館内整理日（毎月第3金曜日）、年末年始、特別整理期間[44]

### ブックポスト
2015年（平成27年）7月、三鷹駅北口徒歩1分の武蔵野芸能劇場（東京都武蔵野市中町1-15-10）の敷地内に2台設置された。

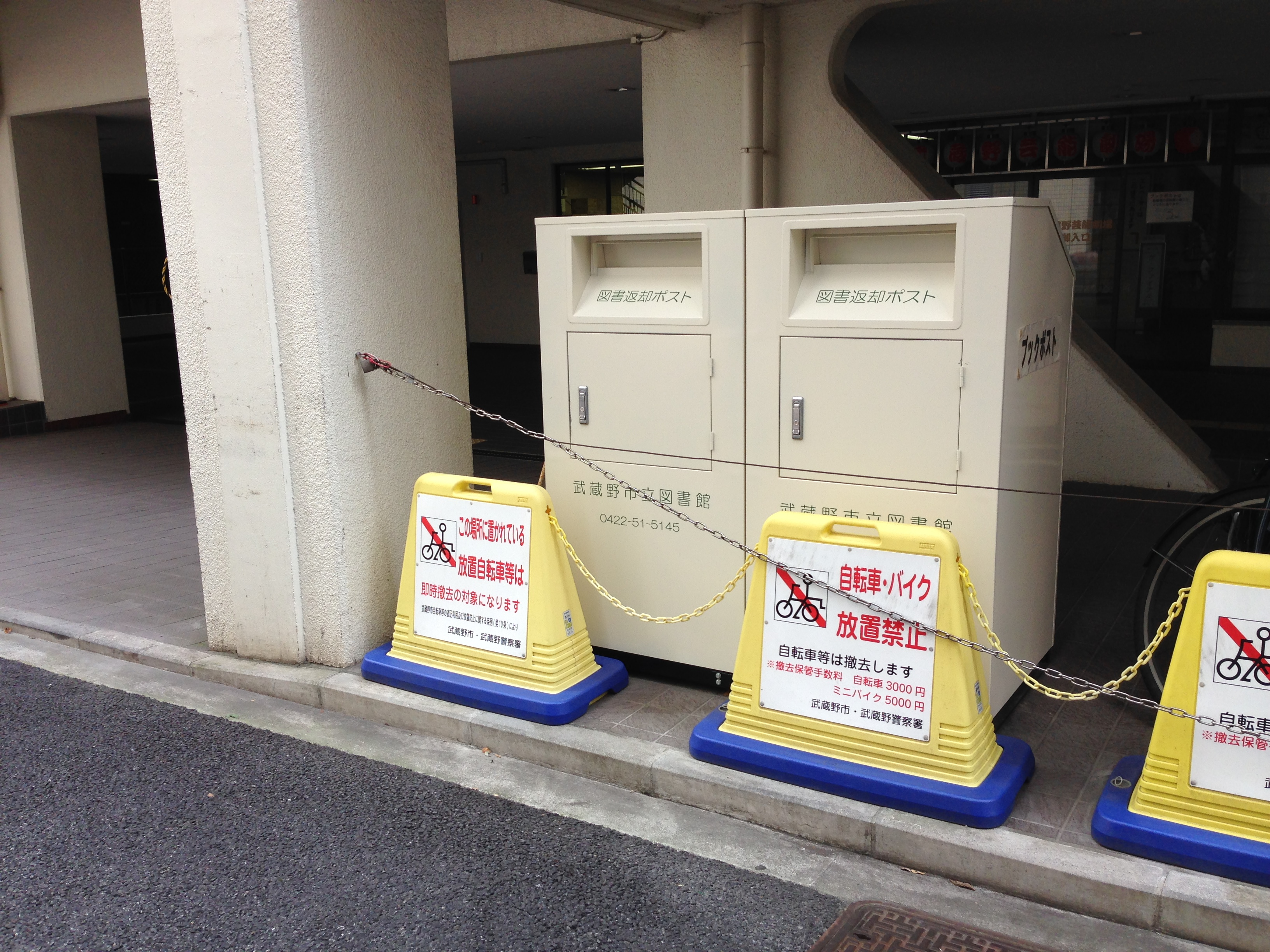
ブックポスト

## 中央図書館
1995年（平成7年）4月2日、旧中央図書館の約3.7倍の広さで移転改築し開館した。
開館時、蔵書の充実とニューメディア（電子出版物）の提供という市民の要望をふまえ、新聞・雑誌、参考図書の充実を図り、国際化に対応した外国図書の収集を開始するなどして約16万冊の蔵書をそろえた（収蔵能力は70万冊）。多摩地区の市町村図書館としては広さ・所蔵資料数ともに最大規模で、東京都内では都立中央図書館に次いで第2位であった。
新中央図書館開館により、視聴覚資料を含む貸出点数で、全国の同規模自治体で上位となるが、その他にも洋書・外国雑誌のタイトル数や新聞のマイクロフィルムの所蔵など「都市部ならでは」「暮らしに役立つ図書館」として、運営面でも評価された。
2003年（平成15年）には民間から図書館長を公募し、ジャーナリスト出身の三木孝治郎が就任し、話題となった。そのほか、子どもの読書活動を推進する優れた実践をしている図書館として、2002年（平成14年）には文部科学大臣賞を受賞している。
2015年（平成27年）には新築開館20年をむかえ、関連展示や講演を行った。

### 基礎情報
- 敷地面積：3,005.62m2[52]
- 延床面積：7,529.23m2[52]
- 構造：鉄筋コンクリート造、地下2階、地上4階[52]

| 4階     | 事務室                                                                                               |
| 3階     | 参考図書室、視聴覚ホール、ボランティアルーム、対面朗読室                                             |
| 2階     | 一般図書コーナー、グループ学習室、談話室                                                             |
| 1階     | 新聞・雑誌コーナー、視聴覚コーナー、児童図書コーナー、おはなしのへや、ヤングアダルトコーナー、予約棚 |
| 地下1階 | 書庫※収蔵能力は50万冊以上                                                                            |
| 地下2階 | 団体資料室、駐車場（17台）                                                                           |

### 設立の経緯
武蔵野市では、老朽化した中央図書館が長年の課題となっていた。吉祥寺図書館開館後を目前に控えた1987年（昭和62年）3月、「武蔵野市図書館構想策定委員会」から報告書「武蔵野市における図書館の整備充実に関する基本構想」（以下「基本構想」）が提出される。市は同年10月に図書館の整備充実に専門的に従事する職員として、民間通信社勤務経験者の舩﨑尚を採用する。舩﨑は市企画部を経て、教育委員会に異動後は「基本構想」の研究を行い、1992年（平成4年）4月から新中央図書館オープンまで建設担当を務めた。
1989年（平成元年）、第二期長期計画第二次調整計画の重点事業として「中央図書館の改築または新築移転」が上げられ、同年10月「武蔵野市立中央図書館新築基準構想策定委員会」が発足する。同委員会は約10カ月に渡って、望ましい図書館像について検討を行い、その間に教育委員会が市民1,300人に対してアンケートを採った。これを受けて、1991年（平成3年）1月に「武蔵野市立中央図書館建築基本計画策定委員会」が発足し、同年6月には、図書館の利用者、ボランティア、目の不自由な人、PTAや学校関係者、コミュニティセンターなどの代表で構成される懇談会が発足、それぞれの検討を踏まえて基本設計と実施設計が作成され、移転改築に決定、1995年（平成7年）4月に新中央図書館が開館した。初代館長は舩﨑尚。舩﨑は、設計者の鬼頭梓に参考図書を4千冊を置けるように依頼するなど、レファレンス機能を重視して選書を行い、参考図書・基本図書を中心に蔵書を充実させた。

### 建物
設計は吉祥寺図書館同様、鬼頭梓。1階南に設けられた大きな吹き抜けや高い天井、1・2階通しの巨大なガラスは前庭との一体感を感じさせ、解放感を与えている。現代的素材（コンクリート、メタル）と、昔からの素材（石、レンガ、木）の調和を図り、機能的かつ素材の美しさを活かした建物をめざして設計された。古くから地域の公園を、従来の役割（近隣住民の盆踊り会場等）を残しながら、図書館にふさわしい前庭へと作り変えている。
館内の空調設備は氷蓄熱システムを採用し経費節減に努め、給排水設備は図書館前庭の浸透施設で地下へ還元するなどの仕組みを作って、環境への配慮を行っていることも特徴である。

## 吉祥寺図書館
1987年（昭和62年）11月、中央図書館、西部図書館（2011年に閉館）につぐ武蔵野市で3つ目の市立図書館として開館。
開館時に地区館ながら4,000冊の参考図書の蔵書を所蔵し、新規の事業としてコンパクトディスクやカセットテープ各2,000点の貸出・視聴ブースでの視聴を行った。
吉祥寺図書館開館により、武蔵野市の人口一人あたりの貸出冊数実績が上がり、多摩地区26市中25位だった貸出冊数が、1988年度には5位まで上昇。吉祥寺駅から歩いて5分と立地条件に恵まれ、近隣の武蔵野市東部地域の住民だけでなく、通勤・通学・買い物する人々が多く立ち寄る「駅前図書館のモデル」として全国的に有名となった。
開館30年をむかえる2017年（平成29年）を前に、2014年度より改修を含めた新しい図書館の在り方が検討されている。

### 基礎情報
- 敷地面積：815.31m2[69]
- 延床面積：1,655.96m2[69]
- 構造：鉄筋コンクリ―ト造、地下1階、地上2階[35]

| 2階     | 児童書開架室、集会室、録音室                                 |
| 1階     | 新聞・雑誌コーナー、視聴覚コーナー、参考資料コーナー、事務室 |
| 地下1階 | 一般開架室、ヤングアダルトコーナー                           |

### 設立の経緯
1970年代に吉祥寺本町一丁目周辺は近鉄百貨店（2001年閉店、現ヨドバシ吉祥寺）の裏通り地区、通称「近鉄裏」を中心に風俗店が乱立し、近隣小学校のPTAや町内会が連携した反対運動が行われた。こうした環境浄化推進市民運動がきっかけとなって、1983年（昭和58年）、市は文化施設周辺への出店を規制する条例を策定、近鉄裏の約260坪の土地を公有地として買い上げ、その地を図書館建設にとする市民の請願・陳情を一括して採択する。1985年（昭和60年）7月、市民による「東部図書館をつくる会」が発足し、行政への働きかけや、秋田市立図書館、板橋区立高島平図書館等の他市区の図書館に月に1・2回ペースで見学を行うなど、精力的に活動した。その後も、市民の声を聞くという市の方針のもと、市の担当者と市民が新図書館構想について細部まで検討を続け、1987年（昭和62年）11月に吉祥寺図書館が誕生した。吉祥寺図書館開館後は風俗店も徐々に減少し、吉祥寺図書館は吉祥寺が「住みたいまち」として人気となった要因の一つとされている。

### 建物
設計は、東京経済大学図書館、日野市立中央図書館などを手がけた市内在住の鬼頭梓。吉祥寺の市街地内の狭い敷地条件にありながら、その欠点を補うように図書館機能をコンパクトにまとめ、利用者や職員が使いやすいように動線が整理されている。1階と地下1階をつなぐ吹き抜けやオープンな階段は全体として一体感があり、地下1階のサンクガーデンは地下を感じさせない明るさを生み出している。家具や内装にも配慮が行き届き、「本に囲まれた空間」が感じられる落ち着いた読書環境になっている。市民の要望により伐採せず移植した大ケヤキを生かすため、円弧にくぼませた1、2階通しのガラス面も、良い雰囲気を醸し出している。
これらの点が評価され、1989年（平成元年）第5回日本図書館協会建築賞で「作品が全体にわたり特に優れているもの」として優秀賞を受賞した。

## 武蔵野プレイス
図書館、生涯学習支援、市民活動支援、青少年活動支援の4つの機能を備えた複合機能施設。図書や活動を通して人と人が出会い、知識や経験を共有・交換しながら、知的な創造や交流を創出し、地域社会を活性化することを基本理念としている。4つの機能が複合的に活用されるよう、一体的な管理運営を行うために指定管理者を導入している。
開館以来、入館者は増え続け、2012年度は年間150万人、2015年度には年間175万人を超えた。取材や視察も年間80件ほどあり、「図書館」のイメージを覆すおしゃれな建築も評判を呼び市外からも大勢の人が訪れ、1日に来館9,000人を超えることもある人気スポットである。

### 基礎情報
- 正式名称：武蔵野市立ひと・まち・情報創造館　武蔵野プレイス
- 敷地面積：2,166,20m2[44]
- 延床面積：9,809.76m2[44]
- 構造：地上SRC造、地下RC造、地下3階、地上4階[84]

| 4階     | 「ワークテラス」                   | 大会議室（定員100名）、有料個人席（40席）、屋上庭園                                                                                |
| 3階     | 「ワークラウンジ」                 | 市民活動団体向けスペース、市民活動情報コーナー、プリント工房、学習室（56席）、会議室（5室)                                         |
| 2階     | 「コミュニケーションライブラリー」 | 生活関連図書・児童図書コーナー、おはなしのへや、託児コーナー                                                                       |
| 1階     | 「パークラウンジ」                 | 総合受付、新聞・雑誌コーナー、予約資料コーナー、新着・返却資料棚、対面朗読室、カフェ、多目的イベントスペース                       |
| 地下1階 | 「メインライブラリー」             | 一般図書コーナー、有料データベース等検索パソコンコーナー（10台）、レファレンスカウンター、録音室                                   |
| 地下2階 | 「ティーンズスタジオ」             | 芸術分野及び青少年向け図書コーナー、スタジオラウンジ、サウンドスタジオ、パフォーマンススタジオ、クラフトスタジオ、オープンスタジオ |
| 地下3階 | 駐車場（28台）                     | 駐車場（28台） |

※図書館機能は地下2階から地上2階の4層

### 設立の経緯
武蔵野プレイスの立地する土地は、もともとは農水省（当時は農林省）の食糧倉庫跡地だった。1973年（昭和48年）から長期間、市が
農水省に払下げを要望していたが、1998年（平成10年）にようやく土地を取得が完了、前述の基本計画策定委員会により、まちづくりの一環となる公共施設建設への本格的な議論が始まる。
基本策定委員会は、市の目的に合致する施設の理念、あり方について2年間検討し、具体化した報告書を2003年（平成15年）2月にまとめた。この報告書に基づき、2003年（平成15年）10月から2004年（平成16年）2月にかけて、「武蔵境新公共施設設計プロポーザル」を実施。これは、報告書をさらに具体化的な計画へ深化させる「建設基本計画」を策定するため、建築設計を委託する設計者の選定を行うプロポーザルで、具体的な建設設計を対象にするコンペではなく、報告書の実現にふさわしいコンセプトを対象とするものであった。プロポーザルの結果、応募者202名の中から「ビルディングからプレイスへ」というコンセプトを掲げた川原田康子が施設設計候補者として選考され、2004年（平成16年）5月に設置された「農水省跡地利用施設建設基本計画策定委員会」の委員に加えられた。同委員会では、施設機能、配置構成、施設規模、施設運営管理方法、総事業費、そして用地の北側半分の都市計画公園の整備計画を検討した。同年12月には「中間のまとめ」を発表し、市民の意見の反映と見直しを行いながら、「建設基本計画（案）」を作成、2005年（平成17年）3月に最終報告書をまとめる。この最終報告書内容に基づいて、設計委託契約がなされ、基本設計、実施設計が行われた。
2009年（平成21年）1月に建設工事は着工、2010年（平成22年）にかけて市民参加型の様々なワークショップを開催。こうした多くのプロセスを経て、2011年（平成23年）2月竣工、同年7月に開館をむかえた。委員の構成メンバーを入れ替えた2つの基本計画策定委員会による、綿密な検討と設計プロポーザルがよく機能した施設として評価されている。

### 建物

#### 設計者のコンセプト
2004年（平成16年）に武蔵野市が実施した「武蔵境新公共施設設計プロポーザル」を経て、川原田康子と比嘉武彦が共同主宰するkw+hgアーキテクツが設計。完成までの7年間で、大きく3回設計を見直している。設計中はレーザー距離計を使い、商業施設や空港、地下街など、類似の空間での身体感覚を頼りに大きさを検討した。
「特定の目的がなくても市民が気軽に集まり、居心地のいい空間を選べる場をつくる」（比嘉）、「丸く切り取った開口部で空間を絞り込み、そこをくぐるとぱっと視界が開けるようにした」（川原田）など、武蔵野プレイスの「4つの機能」を、区切るのではなく、あえて入り混じったものとして捉え、全体がまだら状につながったものとして考えるという方法で、さまざまな活動が同時存在する様をそのまま空間化し、本来的な意味での“公共性”を生み出すプラットフォームを目指した。

#### 建築手法・技術
建物全体
3層を地下に埋め、4階部分をセットバックすることで、公園に影を落とさず、建物右側のイチョウ並木の高さを超えないようにした。外壁は、地震力を負担する耐震壁付きラーメン構造を採用。白い外壁はしっくいのコテ磨き仕上げで、汚れ防止のため光触媒を塗布している。
室内
武蔵野プレイスを象徴するのは、窓や入口、天井など、至る所に見られる「曲線」である。各部屋はこの丸みをおびた「ルーム」と呼ばれたシェル状のユニットの集合体で構成されていて、グリッド状に仕切られているが、天井や壁の接合面に丸みをつけたことで境界があいまいになっており、目的の部屋に行くには、関係のない部屋を通らなければならない。自分の意図しないシーンに出会う効果を生み、回遊性・連続性を重視する武蔵野プレイスの理念を具現化している。
角のない各空間の天井の四隅は、球体8分の1のGRG（ガラス繊維強化石こう）ユニットを工場生産し、現場で吊り込んで仕上げている。
開口部の高さは2.3ｍで、吹き抜け部から違う階の図書館の様子がうっすらと見えるなど、閉塞感を感じさせない。
隣接する部屋同士は天井や壁の色を微妙に変化させたり、書架は圧迫感を与えない高さに設定するなども工夫されている。
境南ふれあい広場公園
建物北側にある約2,000m2の公園。建物との一体感を重視し、建物と同一設計者に設計を依頼した。公園の椅子の形は、建物の窓から押し出されたような形でデザインされている。

## 閉館・閉室した施設

### 西部図書館

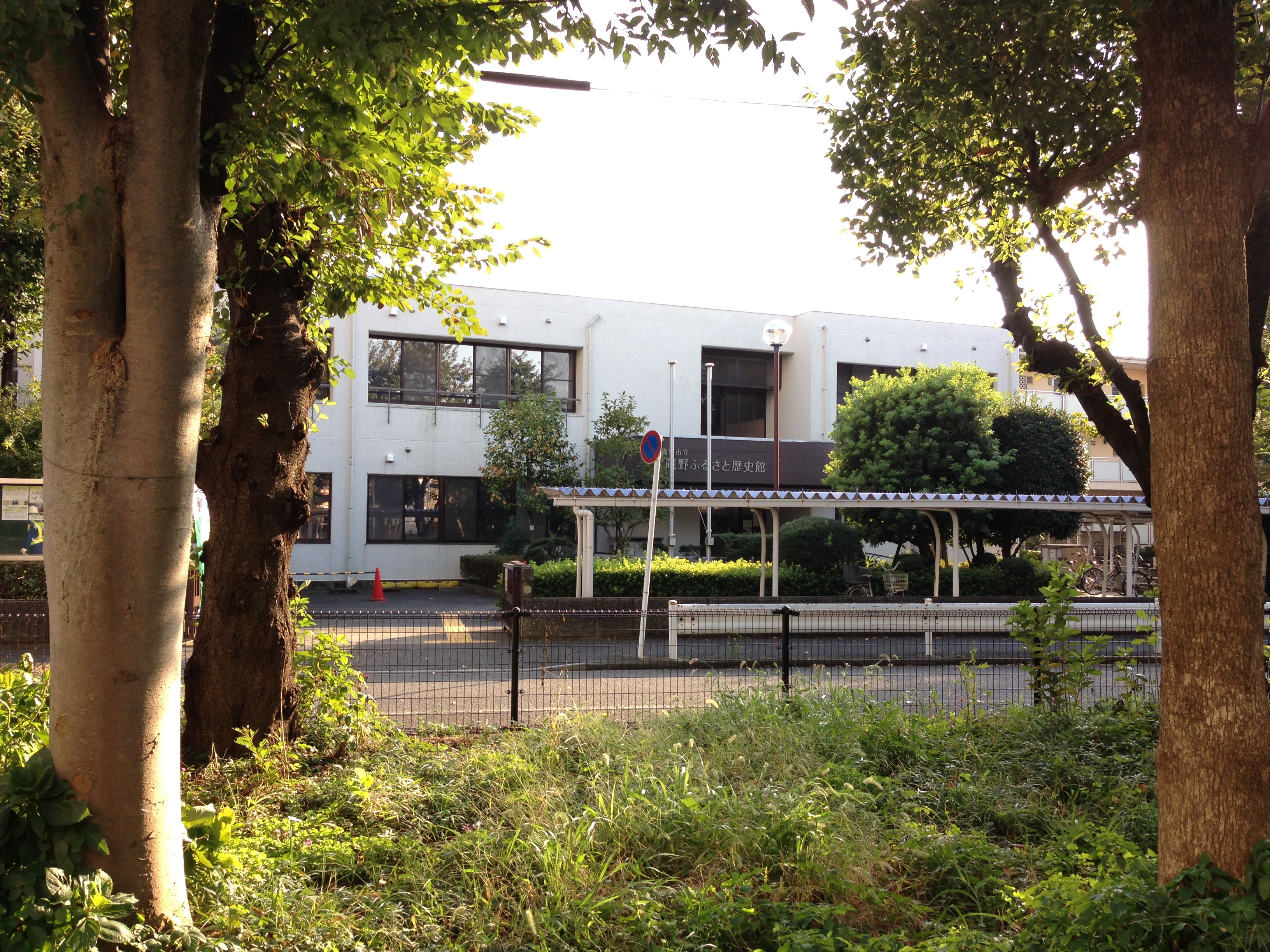
武蔵野ふるさと歴史館

東京都が都営住宅改築にあたり地元還元施設として建設した建物を、市が借用して運営。
開館当初の蔵書数は一般書14,000冊、児童書9,000冊で、5万冊の蔵書を目指していた。
2011年（平成23年）3月の閉館後に改修され、2014年（平成26年）12月14日以降は市民が利用可能なスペースを備えた歴史資料館「武蔵野ふるさと歴史館」として利用されている 。
- 開館：1982年5月1日[106]
- 閉館：2011年3月31日[48]
- 所在地：東京都武蔵野市境5-15-5[106]
- 敷地面積：1,138.93m2[106]
- 延床面積：999m2[106]
- 構造：鉄筋コンクリ―ト造、地上2階[35]

### 東町市民図書室
図書室と集会所を兼ねた施設で、蔵書は3,300冊、地元市民からなる東町市民図書室協議会に委託運営された。
- 開室：1982年1月[39]
- 閉室：2001年3月[42]
- 所在地：東京都武蔵野市吉祥寺東町4丁目[33]

### 本町図書室
市立第一小学校の学童クラブ内に併設された図書室で、蔵書は3,500冊、市立図書館が管理運営した。
- 開室：1983年9月[39]。
- 閉室：2001年3月[42]
- 所在地：東京都武蔵野市吉祥寺本町4丁目[33]